# 太史叔明
太史叔明（474年—546年），吳興烏程人，南朝梁時代人，是三國孫吳名將太史慈的後代，亦是名儒沈峻的舅親。

## 生平
太史叔明受學於沈麟士，年輕時已經精通道家學術，研究《莊子》、《老子》，同時兼通《孝經》、《禮記》。在眾多學問中，太史叔明對於「三玄」（即《老子》、《莊子》、《周易》）之學至為精闢，史書載其治學可稱「當世冠絕」。每次太史叔明設壇講學，都會吸引眾多聽眾，常能引聚多達五百餘人之眾。
太史叔明曾任國子助教、揚州文學從事等職位。邵陵王蕭綸十分欣賞太史叔明的治學，當他出任江州刺史時，更邀請太史叔明與他同往。蕭綸遷任郢州後，太史叔明又隨其前往。叔明每至當地，都會開壇講學，江外學者均能從而得其所傳。後來太史叔明於大同十三年逝世，終年七十三歲。著有《論語太史氏集解》、《孝經義》一卷及《孝經發題》四卷。

## 延伸阅读
[在维基数据编辑]
 《梁書·卷48》，出自姚思廉《梁書》